# Almindelig kiddike
Almindelig kiddike er en art af Kiddike-slægten, der er i familie med radisen. når den er blomstret har den en gul midte og en hvid ydre blomst.